# Tomáš Zahradníček (historik)
Tomáš Zahradníček (* 1. listopadu 1971 Praha) je český historik a novinář. Vede internetové Muzeum České Sibiře, pracuje v oddělení nejnovějších dějin Ústavu pro soudobé dějiny AV ČR. Vystudoval historii na FF UK a moderní dějiny na FSV UK, 1991–2001 pracoval jako redaktor v novinách a časopisech, postupně v Českém deníku, Respektu, Denním Telegrafu, Lidových novinách a Dějinách a současnosti . V říjnu 2008 se zapojil do diskuse o zatčení Miroslava Dvořáčka a roli, kterou v něm sehrál Milan Kundera. V srpnu 2010 po smrti Milana Paumera uveřejnil polemiku s nekrology, které vyzdvihovaly skupinu bratří Mašínů, k níž Paumer patřil, jako příkladné hrdiny protikomunistického odboje. Tento článek převzal na své internetové stránky prezident Václav Klaus.

## Publikace
Knihy (výběr)
- Pro nás dějiny nekončí. Politická práce a myšlení českého levicového exilu (1968-1989). Praha, Argo - Ústav pro soudobé dějiny AV ČR, 2023, 353 s. (Spoluautoři Jiří Suk, Kristina Andělová.)
- Návrat parlamentu. Češi a Slováci ve Federálním shromáždění 1989-1992. Praha, Argo - Ústav pro soudobé dějiny AV ČR, 2018, 276 s. (Spoluautorka Adéla Gjuričová.)
- Šest kapitol o disentu. Praha, ÚSD 2017, 304 s. Sešity Ústavu pro soudobé dějiny, sv. 51. (Spoluautoři Jiří Suk, Kristina Andělová, Tomáš Hermann, Michal Kopeček, Tomáš Vilímek.)
- Rozděleni minulostí. Vytváření politických identit v České republice po roce 1989. Praha, Knihovna Václava Havla 2011, 415 s. (Spoluautoři Adéla Gjuričová, Michal Kopeček, Petr Roubal, Jiří Suk.)
- Polské poučení z pražského jara, Tři studie z dějin politického myšlení 1968–1981, Praha, ÚSD 2011, 183 s. Sešity Ústavu pro soudobé dějiny, sv. 44
- Úseky polojasna: Vzpomínky Jiřího Loewyho (tazatel a editor Tomáš Zahradníček). Praha, Nakladatelství Lidové noviny 2005, 260 s.
- Jak vyhrát cizí válku: Češi, Poláci a Ukrajinci 1914-1918, Praha, Institut sociálních vztahů 2000, 250 s.
- Městopis 2000 – 50 autorů, povídek, měst, Praha, Nakladatelství Lidové noviny 2000, 289 s. (s M. Kořenou editor cyklu povídek uveřejňovaných o prázdninách 2000 v Lidových novinách)[3]